# Чедомир Друловић
Чедомир Друловић (Вранеша, код Нове Вароши, 5. мај 1912 – Београд, 29. јануар 1992), учесник Народноослободилачке борбе, генерал-потпуковник ЈНА и народни херој Југославије.

## Биографија
Рођен је 5. маја 1912. године у селу Вранеши, код Нове Вароши, у сељачкој породици. После основне школе и гимназије, уписао се на Правни факултет на Универзитету у Београду. Као студент, дошао је у контакт са члановима СКОЈ-а и КПЈ. Укључио се у револуционарни студентски покрет и учествовао у акцијама које су на Универзитету у Београду организовали револуционарно оријентисани студенти и комунисти.
Када су Силе Осовине напале Југославију, априла 1941. године, Друловић се налазио на служби у артиљеријском пуку као потпоручник југословенске војске. Капитулацију војске дочекао је у сремским равницама, одакле се вратио у родни крај, а затим поново у Београд. То је било време када је постао и члан КПЈ (август 1941). Ангажовао се на припремама и организовању устанка против окупатора, те био упућен у Санџак. Када је формирана Златарска чета, Друловић је постао њен први политички комесар. Са својом четом извео је велики број успешних акција и борби, међу којима су најпознатије оне код Ужица, у време Ужичке републике, на Карану и другим местима. Када је формиран Златарски батаљон, постао је политички комесар, а затим командант батаљона.
Његов батаљон учествовао је у борбама које су у пролеће 1942. године вођене код Прозора, Ливна, Бање Луке, Котор Вароши. Са својом јединицом и борцима из Санџака, учествовао је и у биткама на Неретви и Сутјесци.
У лето 1943. године постао је заменик команданта Четврте санџачке бригаде. Посебно се истакао у борби у селима Божетићи, Дебељи и Горњем Трудову, када се са својих 90 бораца сукобио са 1600 четника; Друловић је, иако уз велике губитке (24 мртвих и 19 рањених), организовао је јуриш и успео да избегне потпуно уништење своје јединице. Једном приликом су га четници заробили, али је успео да им побегне.
Фебруара 1945. године, био је постављен за команданта 37. санџачке дивизије, којом је командовао марта 1945. године у борбеним дејствима за ослобођење Сарајева. По ослобођењу Сарајева руководио је оперативним дејствима дивизије у разбијању квислиншких формација у ширем рејону Дрине.
После рата, вршио је многе одговорне функције у друштвеном и политичком животу Југославије. Био је начелник Народне милиције за Србију, Саобраћајне управе ДСНО и Војног округа Славонска Пожега. Завршио је Вишу војну академију ЈНА и био командант дивизије у ЈНА. Пензионисан је 1965. године у чину генерал-потпуковника.
Умро је 29. јануара 1992. године у Београду.
Носилац је Партизанске споменице 1941. и многих југословенских и страних одликовања међу којима је мађарски Републикански крст. Орденом народног хероја одликован је 27. новембра 1953. године.